# Persoonia laxa
Persoonia laxa (лат.) — кустарник, вид рода Персоония (Persoonia) семейства Протейные (Proteaceae), редкий,
вероятно, вымерший кустарник, произрастающий в районе Сиднея на востоке Австралии.

## Ботаническое описание
Persoonia laxa — раскидистый или ниспадающий куст с гладкой корой. Плоские линейные листья имели длину 8-15 мм и ширину 1-1,8 мм. Края листа загнуты назад. Молодые листья покрыто редкими волосками. Цветоножки гладкие и имеют длину 6-8 мм. Цветки встречаются поодиночки или в группах до трёх. Каждый отдельный цветок состоит из цилиндрического околоцветника, состоящего из сросшихся на большей части длины листочков околоцветника, внутри которых находятся как мужская, так и женская части. Листочки околоцветника около 8-9 мм в длину и гладкие снаружи. Центральный столбик окружён пыльником, который разделяется на четыре сегмента, которые загибаются назад и напоминают по форме крест, если смотреть сверху.
Из-за ограниченных наблюдений и предполагаемого исчезновения мало что известно о цветении вида и его плодах.

## Таксономия
Два экземпляра вида были собраны на территориях, которые сейчас являются северными пляжами Сиднея: один из Ньюпорта в ноябре 1907 года, а другой из Мэнли в июне 1908 года. Вид был официально описан австралийскими ботаниками Питером Уэстоном и Лоренсом Джонсоном из Национального гербария Нового Южного Уэльса в 1991 году. Описание опубликовано в журнале Telopea. Питер Уэстон рассмотрел этот род в серии Flora of Australia в 1995 году и поместил P. laxa в группу Lanceolata, группа из 54 близкородственных видов с похожими цветами, но очень разной листвой. Эти виды часто скрещиваются друг с другом, где встречаются два члена группы. Третий экземпляр, собранный в 1922 году из Ди-Уай (ныне пригород Сиднея), видимо, промежуточный между (и, возможно, является гибридом) P. laxa и P. levis.

## Распространение и местообитание
Persoonia laxa — эндемик австралийского штата Новый Южный Уэльс. Считалось, что P. laxa встречается в Ньюпорте и Мэнли в центрально-восточной части Северо-Западного Юга и является компонентом пустошей, сухих склерофитовых эвкалиптовых лесов или лесов на песчаниковых почвах или, возможно, на песчаных почвах на побережье. P. laxa росла на высотах 0-20 м над уровнем моря в местностях с годовым количеством осадков 1200—1400 мм.
Persoonia laxa внесена в список вымерших на национальном уровне в соответствии с Австралийским Законом об охране окружающей среды и сохранении биоразнообразия 1999 года. Причины неизвестны, хотя район, в котором вид был обнаружен, стал крайне урбанизированным.